# Osiride

Osiride

Osiride (anche Usiride, Osiris o Osiri, in greco antico:  Ὄσιρις?, ellenizzazione dell'originale egizio Asar o Asir) è una divinità egizia appartenente alla religione dell'antico Egitto, membro dell'Enneade e faraone mitico dell'antico Egitto.
Inventore dell'agricoltura e della religione, si riteneva che avesse regnato come civilizzatore e benefattore dell'umanità. In una delle numerose versioni del suo mito, Osiride sarebbe morto annegato nel Nilo, assassinato nel corso di un complotto organizzato dal fratello minore Seth. Malgrado lo smembramento del corpo, sarebbe tornato in vita grazie alle pratiche magiche delle sorelle Iside e Nefti.
La moglie di Osiride gli avrebbe guadagnato la signoria sul mondo dei morti, di cui sarebbe divenuto sovrano e giudice supremo, garante delle leggi di Maat - era perciò venerato come dio della morte e dell'oltretomba.
Nel corso del Medio Regno (2050 - 1650 a.C.) Abido divenne la città di Osiride, capitale del suo culto. La fama di questa città risiedeva nelle festività connesse all'anno nuovo e sulla reliquia della testa del dio. Durante il I millennio a.C. Osiride conservò il suo ruolo di dio funerario e giudice dei morti. Ciò nonostante, il suo aspetto di divinità delle benefiche inondazioni del Nilo e, di conseguenza, di dio della fertilità sembrò acquisire la preminenza, aumentando esponenzialmente la sua popolarità presso la popolazione della valle del Nilo.
Alcuni coloni greci installati a Menfi adottarono il suo culto nella forma locale di Osiride-Api, il sacro toro morto e mummificato. I faraoni tolemaici (IV - I secolo a.C.) importarono il suo culto ad Alessandria nella forma di Serapide, dio sincretico greco-egizio. Dopo la conquista romana dell'Egitto, Osiride e Iside godettero, a Roma e nel resto dell'impero, di una venerazione che si mantenne fra alti e bassi fino al IV secolo d.C. (bando del paganesimo nel 392 da parte dell'imperatore Teodosio I), fino a quando non cessò con l'ascesa del Cristianesimo. Nato intorno al XXIV secolo a.C., il culto osiriaco si mantenne fino al VI secolo d.C. nel Tempio dell'Isola di File, l'ultimo dell'Egitto, quando l'imperatore Giustiniano I ne ordinò la chiusura nell'anno 530.

## Presentazione

### Etimologia
| Q1 · D4 | A40 |

| Q1 · D4 | A40 |

Il teonimo Osiris è la traslitterazione della parola greca Ὄσιρις, la quale a sua volta deriva dal termine egizio Wsjr (variamente traslitterata dagli autori anche come Asar, Asari, Aser, Ausir, Wesir, Usir, Usire o Asare): la pronuncia originale egizia è sconosciuta, in quanto la scrittura geroglifica non si serviva delle vocali. Molti egittologi hanno cercato di spiegare il significato del nome di Osiride. Nel 1980, John Gwyn Griffith ha ipotizzato che Wsjr derivasse dal termine Wser, che significa "il Potente". Da allora, una delle più antiche attestazioni del nome di Osiride è stata individuata nella mastaba di un defunto chiamato Netjer-User, cioè "Dio potente". Nel 1987 Wolfhart Westendorf ha proposto l'etimologia Uaset-jret, "Colui che porta l'occhio". Già nel 1985 David Lorton aveva ipotizzato che Wsjr fosse una fusione dei termini set e jret. Set-jret significherebbe "attività rituale": Osiride sarebbe "Colui che benefica dell'attività rituale".

### Iconografia
Il dio Osiride era strettamente legato alla monarchia egizia: era infatti visto come un faraone - re dell'Alto e Basso Egitto - defunto e divinizzato. I suoi attributi erano quindi quelli dei faraoni. Comunque, nella maggioranza delle rappresentazioni, Osiride compare con la corona bianca (hedjet) dell'Alto Egitto; questa corona è nella forma di un rigido cappuccio che si rastrema verso l'alto e termina con un rigonfiamento. Tuttavia, a questo copricapo tipico dei faraoni si aggiungevano due alte piume laterali, probabilmente di struzzo: in questo caso, la corona è definita atef. Altri suoi attributi erano lo scettro heqa e il flagello nekhekh, che impugna tenendo le braccia incrociate sul petto. Osiride era un dio defunto, motivo per cui l'iconografia lo mostra sempre come un corpo mummificato in differenti posture: coricato sul letto funebre, assiso sul suo trono di re dei morti o in piedi dopo aver vinto la morte. 

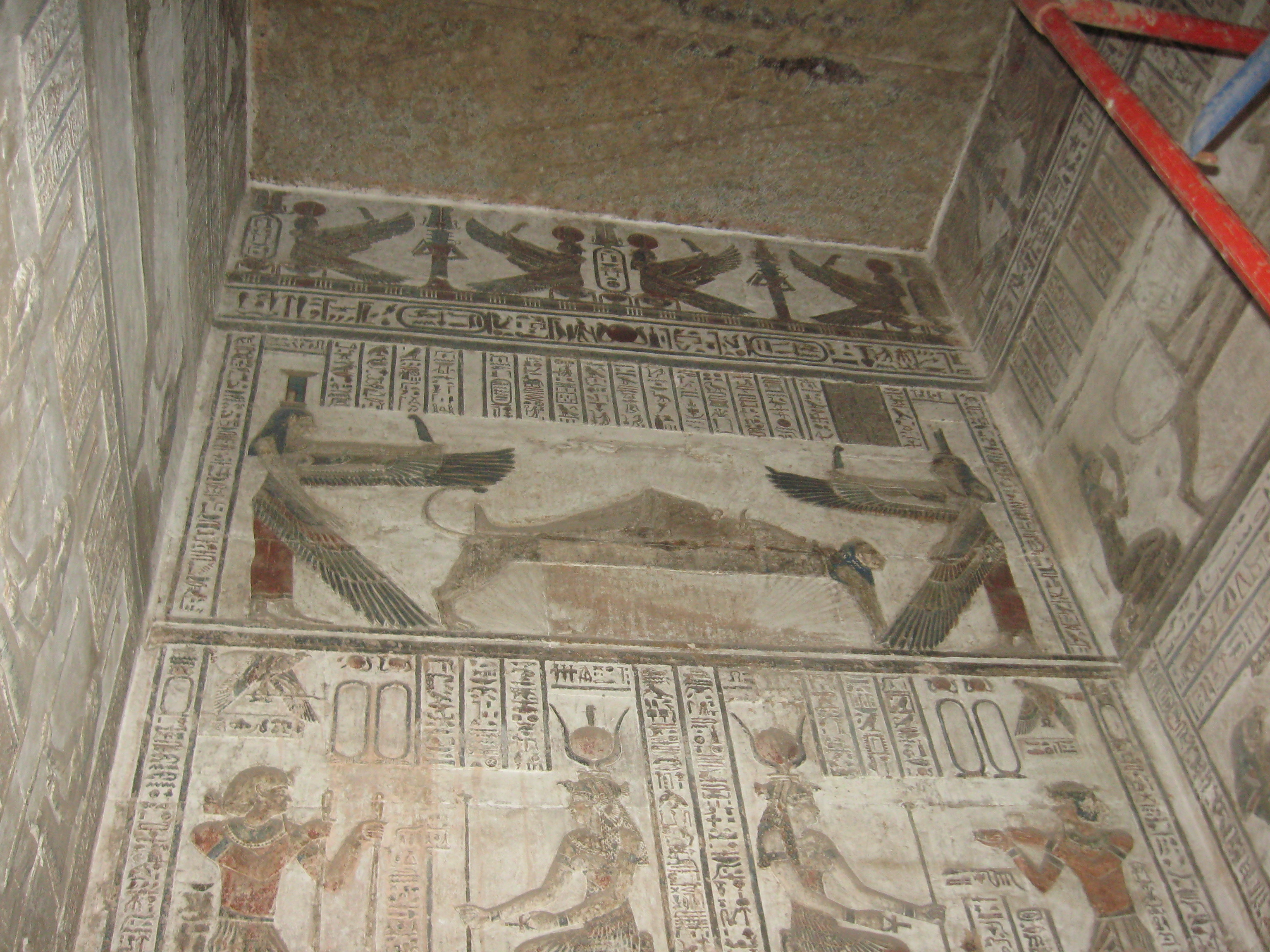
Osiride defunto vegliato dalle sorelle alate Iside e Nefti. Tempio di Dendera.
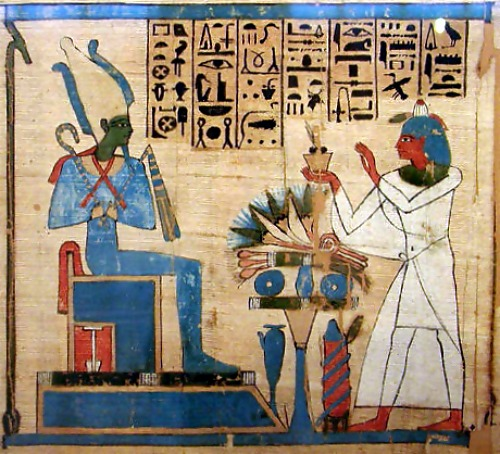
Osiride assiso in trono. Libro dei morti di Padiamonet (XXII dinastia egizia).
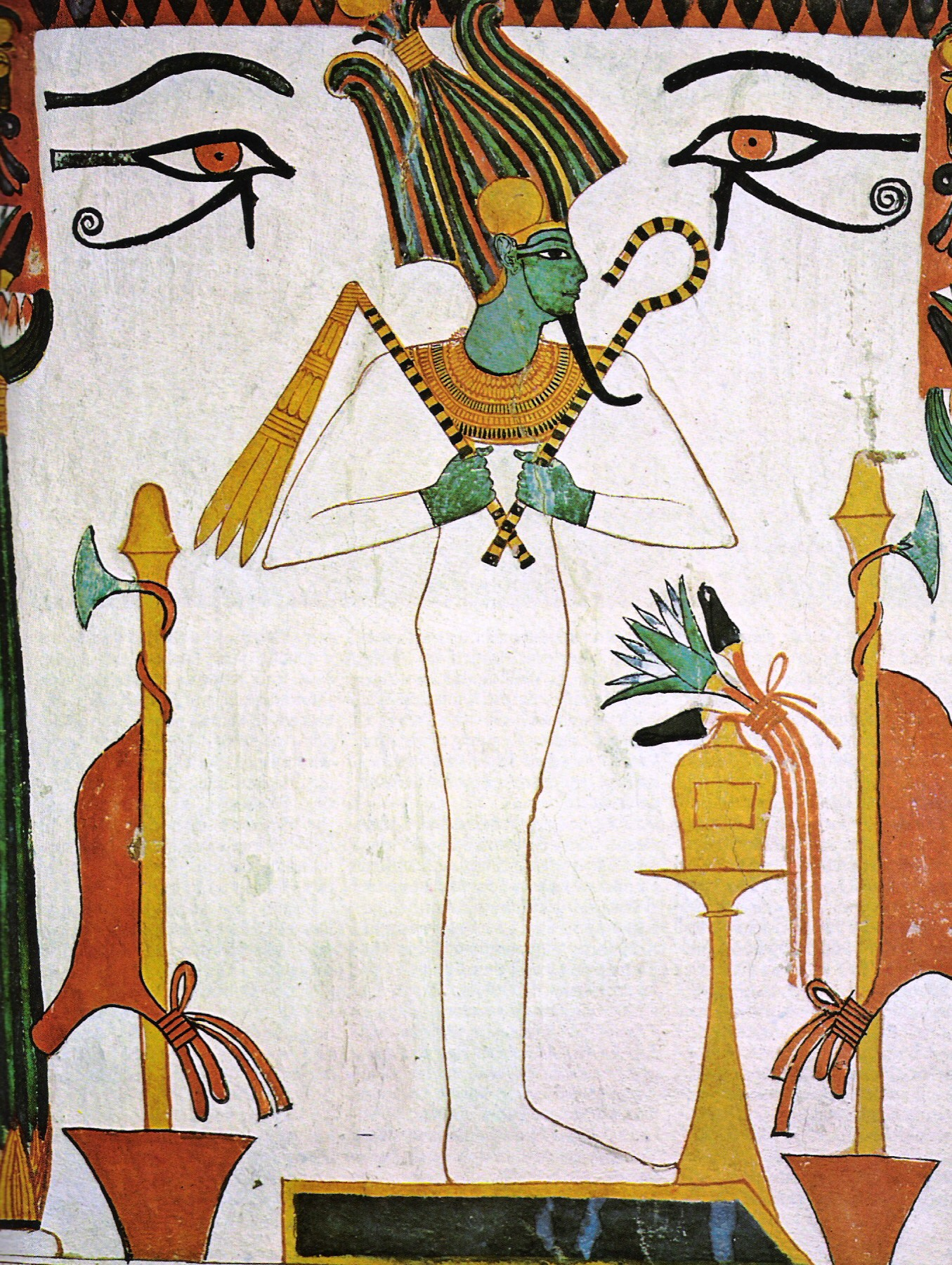
Osiride fra due nebridi. Tomba di Sennedjem (XIX dinastia egizia)

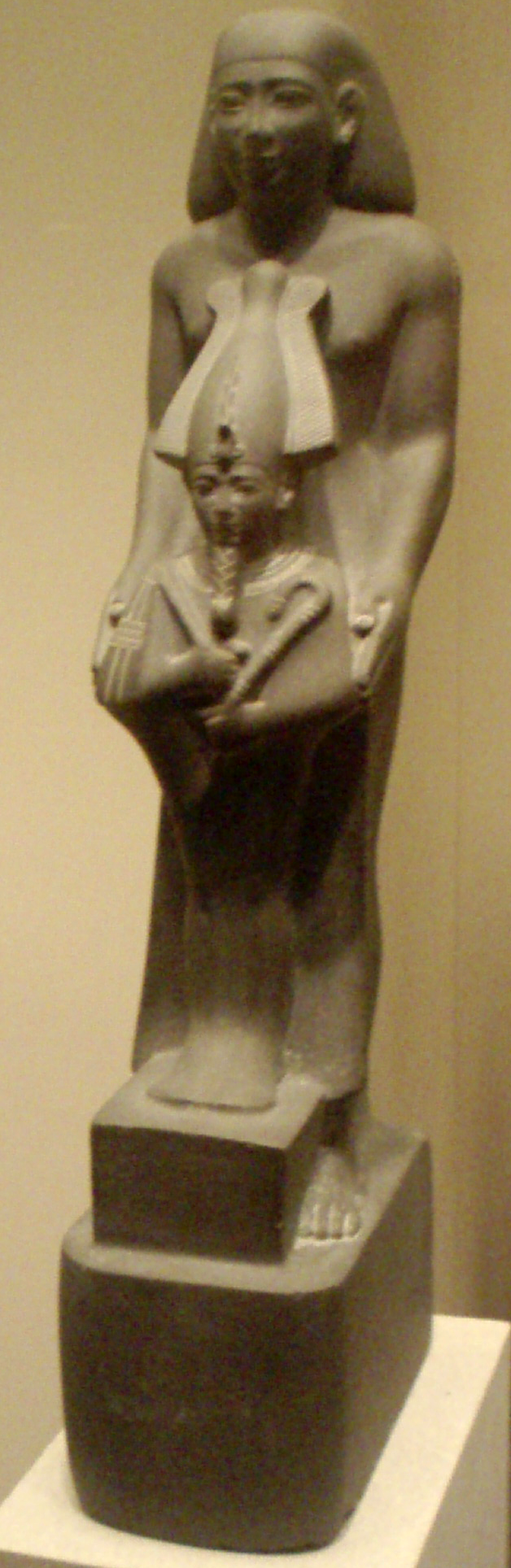
Statua teofora di Psammetico II che regge una immagine di Osiride. Metropolitan Museum of Art, New York.

### Epiteti
Osiride era un dio complesso e la sua presenza è attestata in tutto il territorio egiziano. Raccoglieva in sé molteplici aspetti (come pure, ad esempio, Horus). Il suo ruolo di divinità funeraria è ben noto, ma era anche adorato come custode dei meccanismi che regolano l'universo: esercitava la sua azione benefica, per esempio, sul corso degli astri o sul ciclo stagionale della vegetazione. Di conseguenza, il dio compare nelle fonti con un ampio corredo di nomi. Esistevano litanie dedicate a "Osiride in tutti i suoi nomi". Fra tutti, era dotato dell'epiteto di "Colui che ha molti nomi" (ash renu). Questa lunga serie di epiteti e di teonimi compare nel 142º capitolo del Libro dei morti. Questo testo avrebbe permesso al defunto di accedere alla vita eterna come Osiride; a tal fine, il defunto enumera 115 epiteti apposti al nome di Osiride: più nomi il fedele avrebbe enumerato, più avrebbe dimostrato di riconoscere e accettare la potenza della divinità invocata. Le diverse funzioni del dio e le molte località dove il suo culto era particolarmente sentito si susseguono senza un preciso ordine logico:

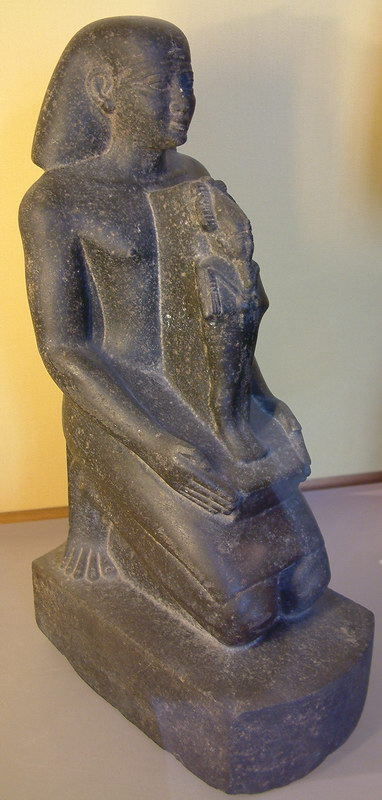
Statua teofora di Psammetico II che regge un'immagine di Osiride. Museo del Louvre, Parigi.

(dal 142º capitolo del Libro dei morti)

## Nascita e famiglia

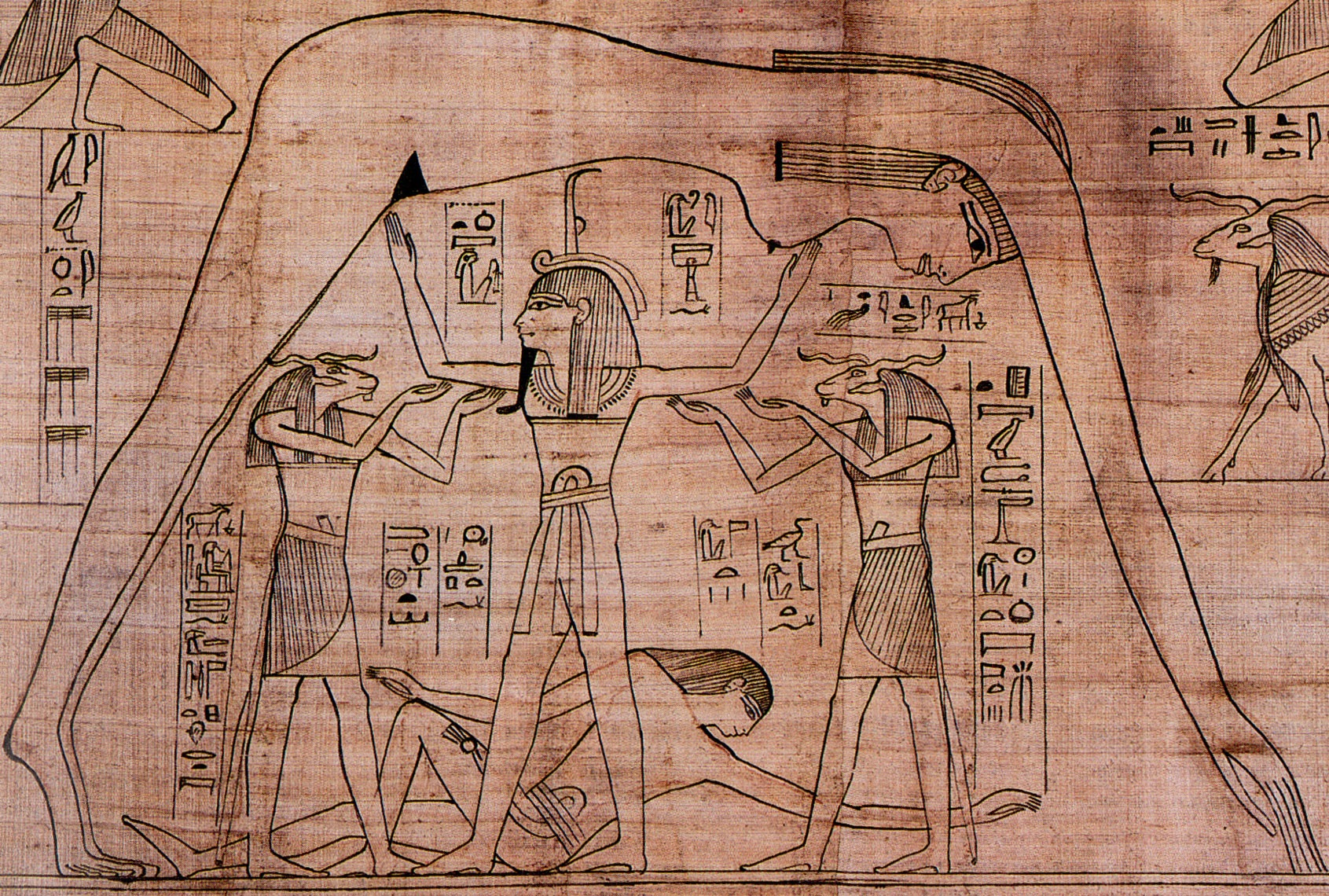
I genitori di Osiride, la dea Nut (il cielo) e il dio Geb (la terra), furono separati da Shu (aria, soffio vitale) su ordine di Atum (dio creatore). Dettaglio del Papiro Greenfield, British Museum, Londra.

### Mito della nascita di Osiride
Il tardo scrittore greco Plutarco, autore di molti trattati concernenti la morale, la filosofia e la teologia, nella sua opera Su Iside e Osiride si rapportò alla religione egizia; fu il primo a riassumere ed esporre il Mito di Osiride. L'esposizione si apre con la mitica istituzione del calendario solare di 365 giorni. Nut, la dea del cielo, avrebbe avuto una relazione clandestina con suo fratello Geb, la terra. Il dio-sole Ra, venuto a conoscenza del segreto, si sarebbe infuriato e avrebbe proibito a Nut di partorire durante uno qualsiasi dei giorni dell'anno. Thot, altro fratello di Nut, 
(Plutarco, Su Iside e Osiride, 12)
Nel primo di questi cinque giorni (detti "epagomeni") nacque Osiride,
(Plutarco, Su Iside e Osiride, 12)
Horus il Vecchio nacque nel secondo giorno, Seth nel terzo, in modo cruento ("con un colpo squarciò il fianco materno e balzò fuori"), Iside nel quarto, fra le paludi del Delta ("nelle regioni che sono sempre umide"), e Nefti nel quinto e ultimo. Plutarco insinua che il vero padre di Osiride e Horus il Vecchio sarebbe stato Ra, Thot il padre di Iside e i soli Seth e Nefti figli di Geb. Menziona però una seconda versione della paternità di Horus il Vecchio: all'interno del ventre materno, prima di venire alla luce, Iside e Osiride avrebbero concepito Horus il Vecchio.
La formula nº 217 dei Testi delle piramidi assimila magicamente il faraone defunto a Osiride, il dio risorto dalla morte. Tutti gli dei della famiglia di Osiride sono supplicati di ridare la vita al faraone come fecero con Osiride. La formula, poi, chiama Osiride figlio di Atum, di Shu, di Tefnut, di Geb e di Nut. Altri testi permettono di capire che Atum avrebbero creato Shu e Tefnut, a loro volta genitori di Nut e Geb.

### Le sorelle di Osiride

#### Iside

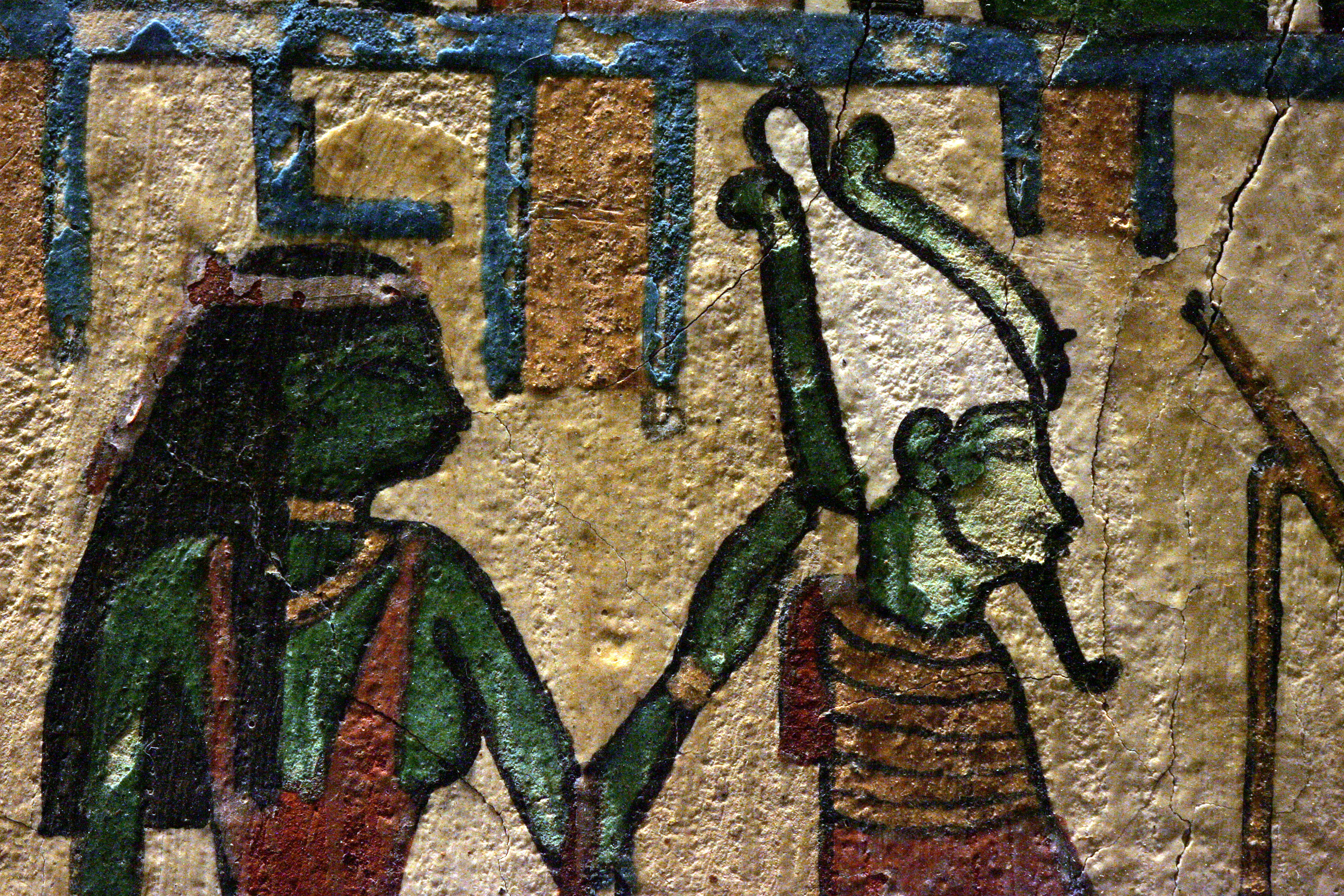
Osiride assistito da Iside; il colore verde ne sottolinea la connessione con la Vegetazione. Dettaglio della Stele di Irethorru, Museo del Louvre, Parigi.

Oltre che sorella di Osiride, Iside ne era considerata la moglie: godette perciò di vasta popolarità, soprattutto nel Periodo tardo (VII - IV secolo a.C.). Quando il culto degli dei egizi cominciò a uscire dai confini dell'Egitto, la venerazione per Iside, la vedova afflitta che salva il proprio sposo dalla morte, si diffuse in Grecia (Atene, Delfi, Corinto), Italia (Roma, Pompei) e Germania (Magonza). Osiride (o la sua forma greco-romana, Serapide) godettero perciò di una venerazione comune, anche se Iside spesso prevalse sul marito.
La Stele funeraria di Amenmose (XVIII dinastia), conservata al Museo del Louvre, è probabilmente il documento archeologico egizio più esaustivo a proposito del Mito di Osiride. Contiene il "Grande Inno a Osiride", del quale vari passaggi sono dedicati alla sorella-sposa Iside: Seth assassina Osiride e ne fa sparire il corpo ma Iside, con la potenza dei suoi incantesimi, lo fa risorgere dalla morte per il tempo necessario a unirsi a lui e concepire Horus, erede del padre. La parte finale dell'Inno elogia il potere di Horus sulla terra; dal momento che, secondo la concezione egizia, ogni faraone in vita incarnava Horus, la lode era rivolta al faraone in carica.

#### Nefti

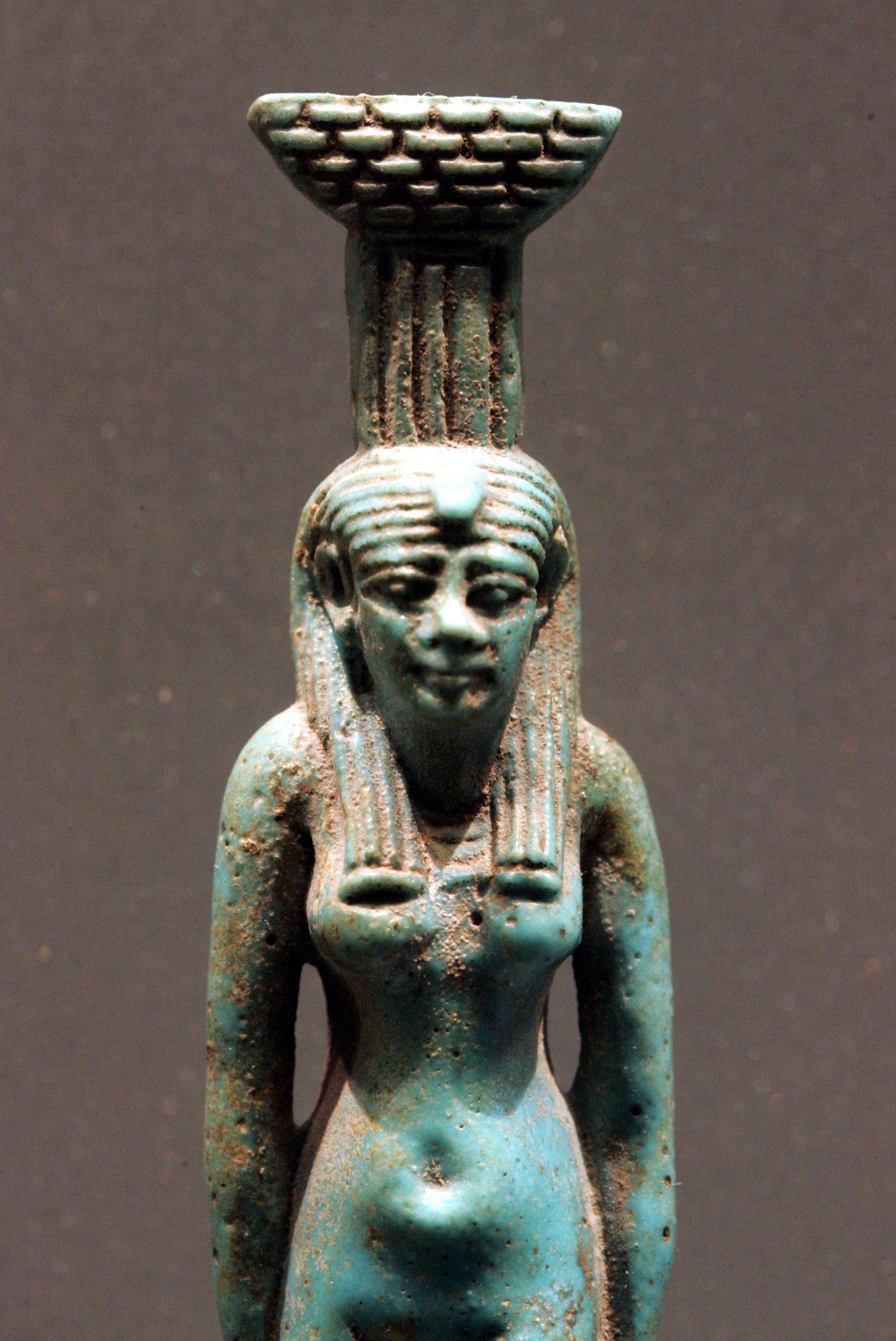
Statuetta di Nefti, in faience smaltata. Museo del Louvre, Parigi.

Nel suo trattato, Plutarco scrive inoltre che una volta Osiride si confuse, o fu tratto in inganno, e consumò un rapporto sessuale con Nefti, sorella gemella di Iside e sposa di Seth. Da questa relazione adulterina sarebbe nato Anubi, il dio dalla testa di sciacallo:
(Plutarco, Su Iside e Osiride, 14)
George Hart ha interpretato questa narrazione come il tentativo di incorporare un dio indipendente, qual era Anubi, nel pantheon che gravitava intorno al mito di Osiride. Un papiro risalente al periodo romano (30 a.C. - 380 d.C.) dà ad Anubi l'appellativo di figlio di Iside. Non mancarono versioni che lo designavano figlio di Nefti e di suo marito Seth, benché fosse comunemente ritenuto sterile (in relazione al suo essere dio del deserto e antagonista di Osiride, a sua volta dio della vegetazione). Un paragrafo del Papiro Brooklyn (XXVI dinastia) ricorda che a Esna, la greca Letopoli, si trovava una statua raffigurante Nefti nelle sembianze della dea-leonessa Sekhmet nell'atto di abbracciare la mummia di Osiride - più l'atteggiamento di una sposa ufficiale che di una amante: il che sembrerebbe confermato da due scene presenti del Tempio di Edfu, dove Nefti compare con il nome (o epiteto) di "Onnophret", forma femminile dell'epiteto di Osiride "Unennefer", che significa "Essere perfetto" o "Esistenza perfetta". In una scena, Nefti protegge la mummia di Osiride dopo avergli riattaccato la testa e infuso la vita. Inoltre, il nome della dea compare inscritto all'interno di un cartiglio, secondo una procedura normale per le mogli ufficiali. Alcuni ritengono che si possa considerare Iside come la sposa terrestre di Osiride e Nefti come la sposa eterna, colei che lo affiancherebbe nell'aldilà. Nefti era infatti una divinità dagli aspetti esplicitamente funerari, dea dell'oltretomba e della morte in generale, oltreché dei lamenti funebri, delle prefiche e delle ore notturne. Plutarco scrisse a proposito delle due sorelle di Osiride:
(Plutarco, Su Iside e Osiride, 44)
Nefti fu anche la nutrice del piccolo Horus, e lo protesse dal furore di Seth nascondendolo nelle paludi di Khemmis. Come ricompensa per questa protezione e per sfuggire alla vendetta di suo marito Seth, Nefti ottenne di poter far parte della corte di Osiride nell'oltretomba.

## Descrizione
Osiride era il dio egizio degli inferi, oltre che della fertilità.
Come dio dell'agricoltura, veniva festeggiato nel mese di khoiak, quando si effettuava la raccolta del grano, i cui germogli simboleggiando la sua resurrezione e che venivano anche usati in ambito funerario nella statuetta detta "Osiride vegetante".
Fu proprio lui, assieme a Iside, a civilizzare l'umanità insegnandole l'agricoltura.
Il suo culto della fertilità, inizialmente diffuso nel delta, in seguito si espanse in tutto il resto del paese.
Nel Duat, l'oltretomba, Osiride pesava i cuori dei morti su un piatto della bilancia, mentre sull'altro vi era una piuma. Le anime che pesavano di più a causa dei peccati venivano date in pasto ad Ammit, mentre quelle che erano abbastanza leggere venivano mandate da Aaru. Questa cerimonia era detta psicostasia.
Figlio di Nut e Geb, ebbe da sua sorella Iside il figlio Horo. Più tardi, Osiride fu messo in relazione con Sokar e Ptah portando alla forma sincretistica di Ptah-Seker-Osiride; venne anche identificato con Heryshaf.

## I miti

### Il mito della morte di Osiride

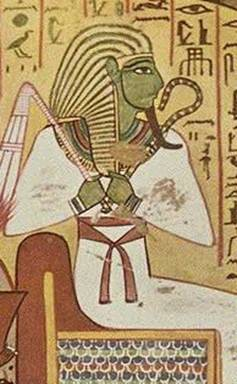
Osiride

Osiride portò la civiltà agli uomini, insegnò loro come coltivare la terra e produrre il vino e fu molto amato dal popolo. Seth, invidioso del fratello, cospirò per ucciderlo. Egli costruì in segreto una bara preziosa fatta appositamente per il fratello e poi tenne un banchetto, nel quale annunciò che ne avrebbe fatto dono a colui al quale si fosse adattata. Dopo che alcuni ebbero provato senza successo, Seth incoraggiò il fratello a provarla. Appena Osiride si adagiò dentro il coperchio venne chiuso e sigillato. Seth e i suoi amici gettarono la bara nella Bocca Tanitica, facendo annegare Osiride. Questo atto simboleggerebbe l'annuale inondazione del Nilo.
Subito dopo la morte del fratello, Seth lo tagliò in pezzi diversi che sparpagliò in giro. Iside, la moglie del dio, vagò in lungo e in largo alla ricerca dell'amato fin quando non ritrovò tutti i pezzi (con l'eccezione del fallo, mangiato da un pesce gatto) e lo ricompose.
Iside con l'aiuto della sorella Nefti riportò in vita Osiride usando i suoi poteri magici. Anche se nuovamente in vita, Osiride non poteva vivere sulla terra e diventò il re dei morti. Il figlio che Osiride ebbe da Iside, Horo, quando fu abbastanza grande affrontò Seth in battaglia, per vendicare la morte del padre. Il combattimento fu lungo e cruento: nella battaglia, Horo perse un occhio e Seth un testicolo.

Il conflitto fu interrotto dagli altri dei, che decisero in favore di Horo e dettero a lui la sovranità del paese. Seth fu condannato e bandito dalla regione. In altre versioni le due divinità si riconciliarono, rappresentando l'unione dell'Alto e Basso Egitto.
Per finire, si parla di una lotta che non è ancora finita e quando Horo vincerà Seth, Osiride tornerà alla terra dei vivi e governerà.

### L'invenzione della vela
Un mito narra che Osiride stesse facendo un giro in barca insieme a Iside e ad alcuni suoi cari amici, quando, accidentalmente, si bagnò la veste che stava indossando. Il dio la appese allora all'albero maestro della barca, la quale iniziò subito a seguire la corrente dei venti.